# آئورورا جوویناتسو
آئورورا جوویناتسو (ایتالیایی: Aurora Giovinazzo؛ زادهٔ ۱۸ آوریل ۲۰۰۲) بازیگر اهل ایتالیا است. وی از سال ۲۰۱۰ میلادی تاکنون مشغول فعالیت بوده است. وی در سال ۲۰۲۱ نامزد دریافت جایزه دیوید دی دوناتلو بهترین بازیگر زن شد.
از فیلم‌ها یا مجموعه‌های تلویزیونی که وی در آن‌ها نقش داشته است، می‌توان به پدر ماتئو اشاره نمود.